# قصر لامونيدا
قصر لامونيدا (بالإسبانية: Palacio de La Moneda)‏ هو مقر رئيس جمهورية تشيلي. ويضم مكاتب ثلاثة وزراء: الداخلية والأمانة العامة لرئاسة الجمهورية والأمانة العامة للحكومة. كان لامونيدا، في الأصل دار صك عملة استعماري، قام بتصميمه المهندس المعماري الإيطالي خواكين تويسكا. بدأت أعمال البناء عام 1784 وافتتح القصر عام 1805، القصر مبني على نمط كلاسيكي جديد مع تأثر بالنظام الدوريسي.

## وصلات خارجية
- حكومة تشيلي (بالإسبانية)